# ドテリ語
ドテリ語（ドテリご、ドテリ語: डोटेली、英: Doteli language）はインド語派に属する言語である。主にネパール西部に話されている。

## 言語名別称
- Dotyali
- Dotali
- Doteli